# Théodore-Edmond Plumier

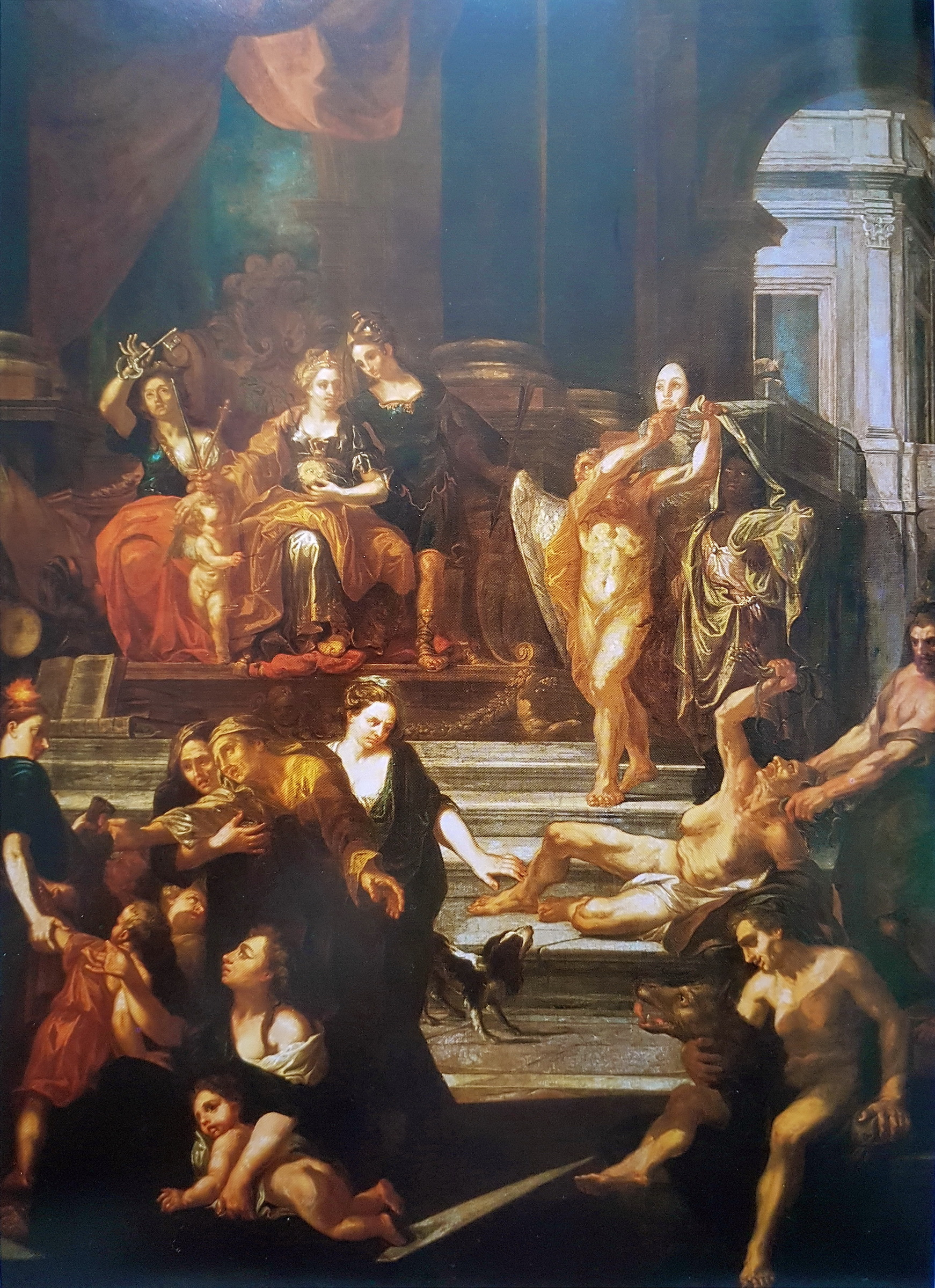
La double juridiction, 1714, cheminée de l'hôtel de ville de Maastricht

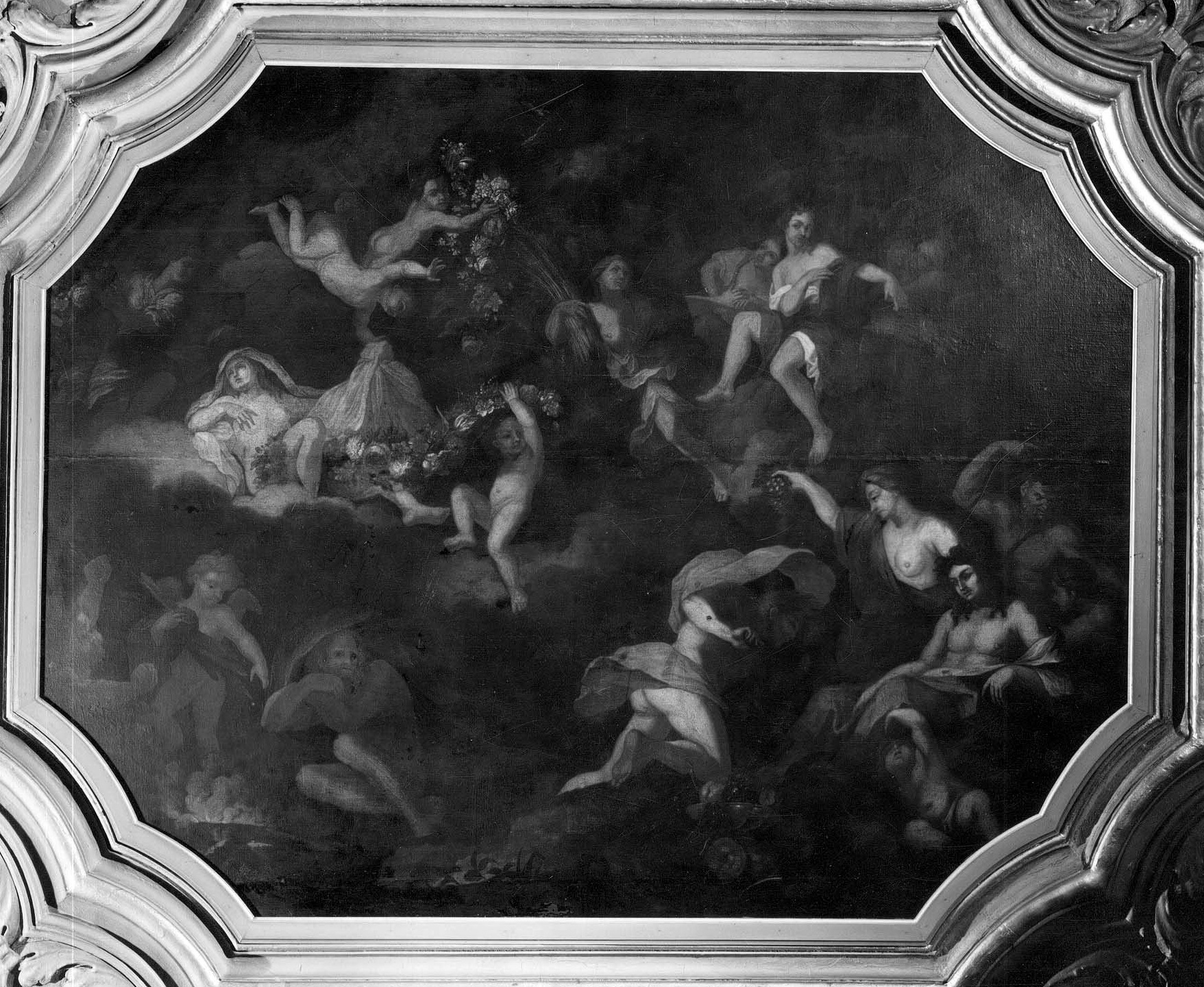
Allégorie des Quatre Saisons, 1720, plafond de l'hôtel de ville de Liège

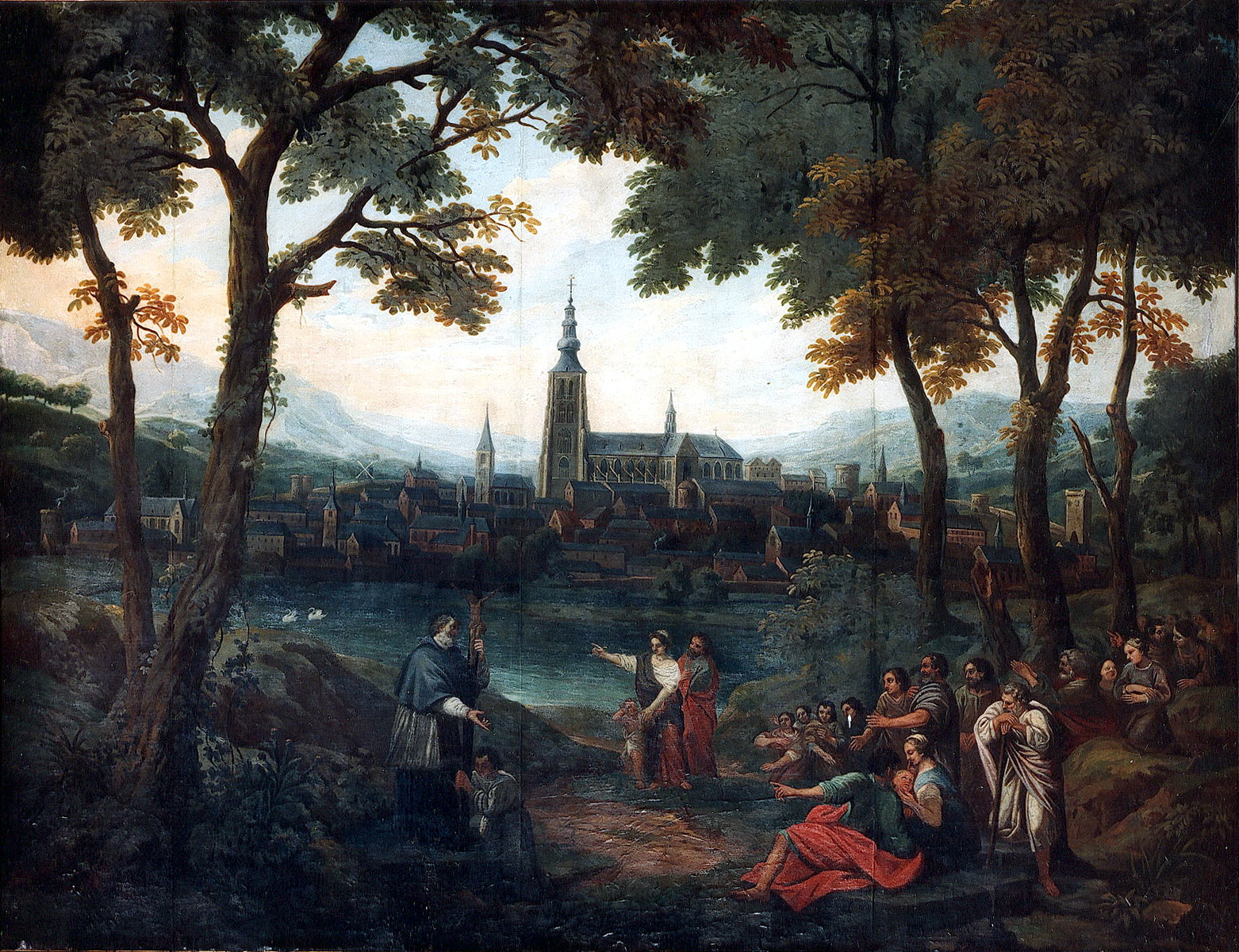
Prédication de saint Materne à Tongres, 1722, basilique Notre-Dame de Tongres

Théodore-Edmond Plumier, né à Liège le 8 mars 1671 et mort à Liège le 27 décembre 1733  est un peintre portraitiste liégeois et un peintre de sujets religieux et allégoriques de la fin du XVIIe et du début du XVIIIe siècle. Avec Jean-Baptiste Coclers, Paul-Joseph Delcloche, Nicolas de Fassin, Léonard Defrance et Pierre-Michel de Lovinfosse, il est l'un des plus importants peintres baroques du XVIIIe siècle de la principauté de Liège.

## Biographie
On ne sait rien de la jeunesse de Théodore-Edmond Plumier. Il fit son apprentissage chez Englebert Fisen, peintre liégeois du XVIIe siècle. Il semble qu'il ait ensuite été à Paris où il serait devenu l'élevé du portraitiste Nicolas de Largillierre. Après ce séjour en France, il alla à Rome, où il travailla dans l'atelier d'Agostino Masucci. Avant 1708, il revint dans la principauté de Liège, où il fut chargé, entre autres, de la décoration des hôtels de ville de Maastricht et de Liège. Il ne retourne définitivement à Liège que vers 1719. Plumier a également travaillé pour diverses familles nobles, en particulier pour la famille d'Oultremont. Dans le château de Warfusée, il existe onze tableaux de sa main, dont trois portraits du seigneur et sept portraits des membres de la famille d'Oultremont.
À la fois portraitiste et peintre de sujets religieux, Plumier reçoit des commandes de diverses églises de Liège et des environs. Il peint Saint Benoît enlevé au ciel, pour l'église Saint-Jacques de Liège, considéré comme son chef-d'œuvre. Il collabore à des multiples reprises avec le peintre Jean-Baptiste Juppin. Ce dernier s'occupe des paysages et Plumier peint les personnes. Un exemple de cette collaboration est situé dans la basilique Saint-Martin de Liège : quatre grandes peintures des deux peintres avec des épisodes de la vie de Jésus. La basilique Notre-Dame de Tongres possède également cinq tableaux des deux associés, dont trois concernent la vie de saint Materne.
Plumier est également l'auteur du tableau du maître-autel des églises Sainte-Catherine (Martyre de sainte Catherine) et Saint-Remacle (Descente de Croix) à Liège.
Plumier a deux fils. Jacques-Théodore (Liège, 1702-1766), peintre à qui l'on doit le Baptême de Clovis, tableau du maître-autel de l'église Saint-Rémy de Huy. Philippe-Joseph-Clément (Liège, 1718-?), peintre également, est mentionné à Rome entre 1739 et 1743, comme pensionnaire de la fondation Darchis chez Agostino Masucci.
Plumier meurt le 27 décembre 1733, il est enterré dans l'église Saint-Nicolas Au-Trez
En juillet 2018, le tableau le Martyre de sainte Catherine située dans l'église Sainte-Catherine s'affaisse et se déchire. Celui-ci fera l'objet d'une restauration in situ.

## Œuvres

### Œuvres religieuses
- La Cène, 1708, retable de la collégiale Saint-Barthélemy, Liège
- Calvaire avec Marie-Madeleine , 1711, église Saint-Remi, Warnant
- Descente de Croix , 434 × 233 cm, 1718, retable de l'église Saint-Remacle, Liège (pris en 1794 par les Français, rendu en 1815)
- Le baptême de Jésus dans le Jourdain, Jésus et la Samaritaine, Deuxième pêche miraculeuse et Transfiguration du Christ (toutes avec Jean-Baptiste Juppin, 1719), basilique Saint-Martin, Liège
- La chaste Suzanna, 1720, salle de commission de l'hôtel de ville de Maastricht
- Pierre envoie Materne, Eucher et Valerius à Tongres, Prédication de saint Materne à Tongres, Corps de Materne dans un bateau, Marie rend visite à sa cousine Elisabeth et La fuite en Egypte (toutes avec Jean-Baptiste Juppin), 1722, basilique Notre-Dame de Tongres
- Visite de Saint Antoine Abbé à Saint-Paul l'Ermite , 1722, église Saint-Jean-l'Évangéliste, Blanden
- Saint Benoît enlevé au ciel, église Saint-Jacques, Liège (confisquée par les Français en 1794)
- Adoration des Mages , Martyre de saint Laurent, Martyre de saint Sixte et deux autres tableaux, Église Saint-Laurent, Liège
- Christ en croix avec sainte Madeleine , église Sainte-Ursule, Liège
- Résurrection , église Sainte-Croix, Liège
- Purgatoire , église Saint-Thomas, Liège
- Le baptême du Christ, Dernière Cène et Martyre de sainte Catherine, 630 × 340 cm., église Sainte-Catherine, Liège
- Trois retables, abbaye de Boneffe
- Vierge à l'enfant, église Saint-Pierre de Tourinne
- Calvaire avec donateur, huile sur toile, 215 × 100 cm., manteau de la cheminée de la maison sise 12 rue d'Amay, Liège

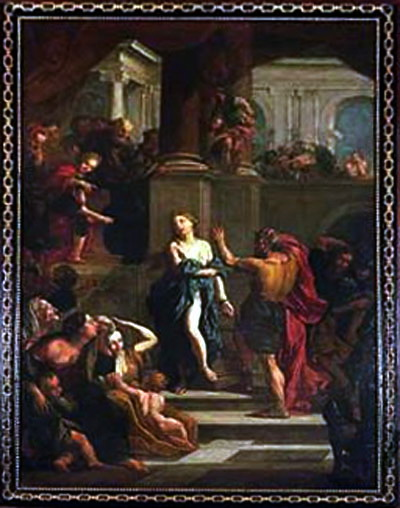
La chaste Suzanna
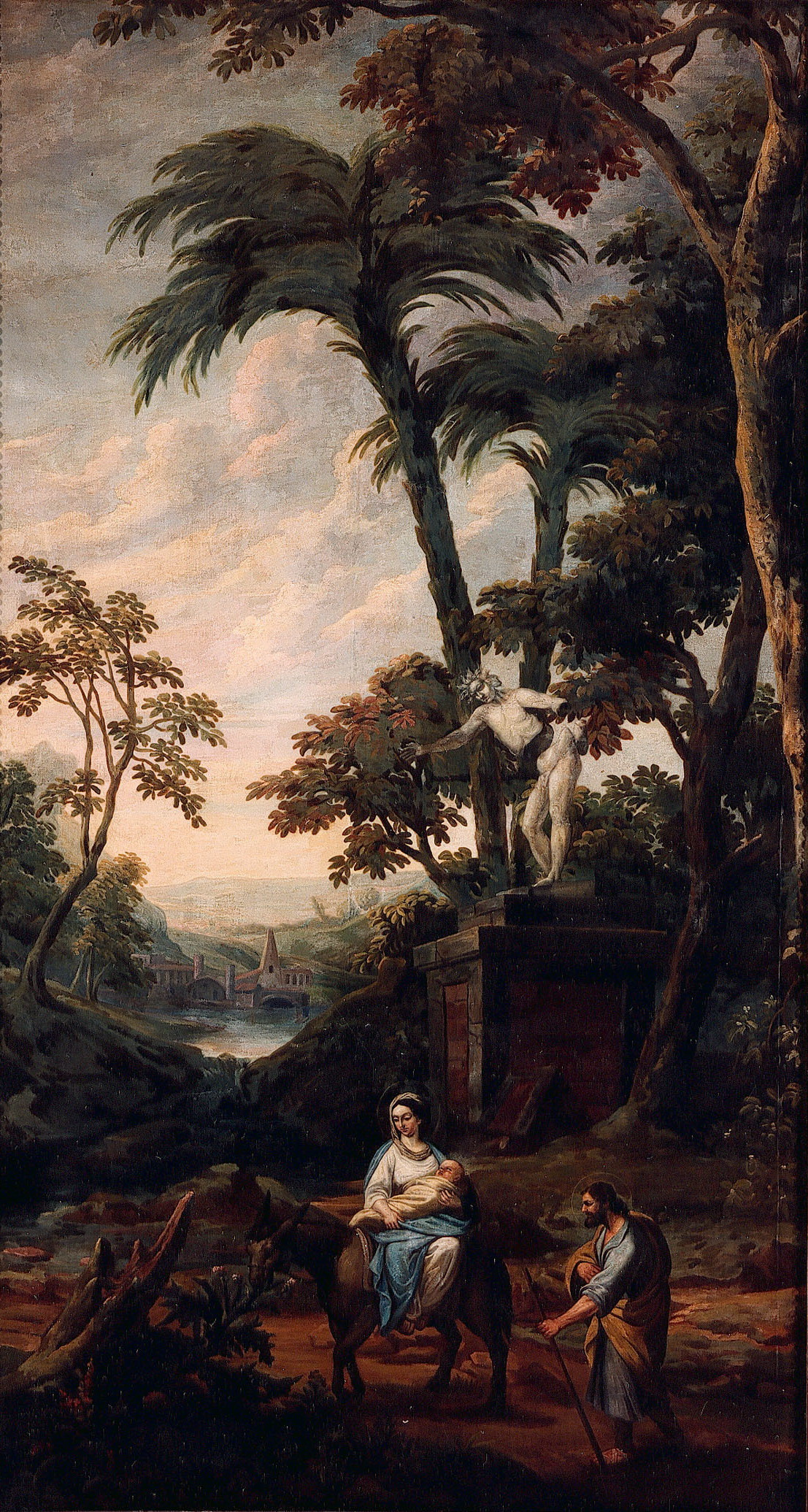
La fuite en Egypte
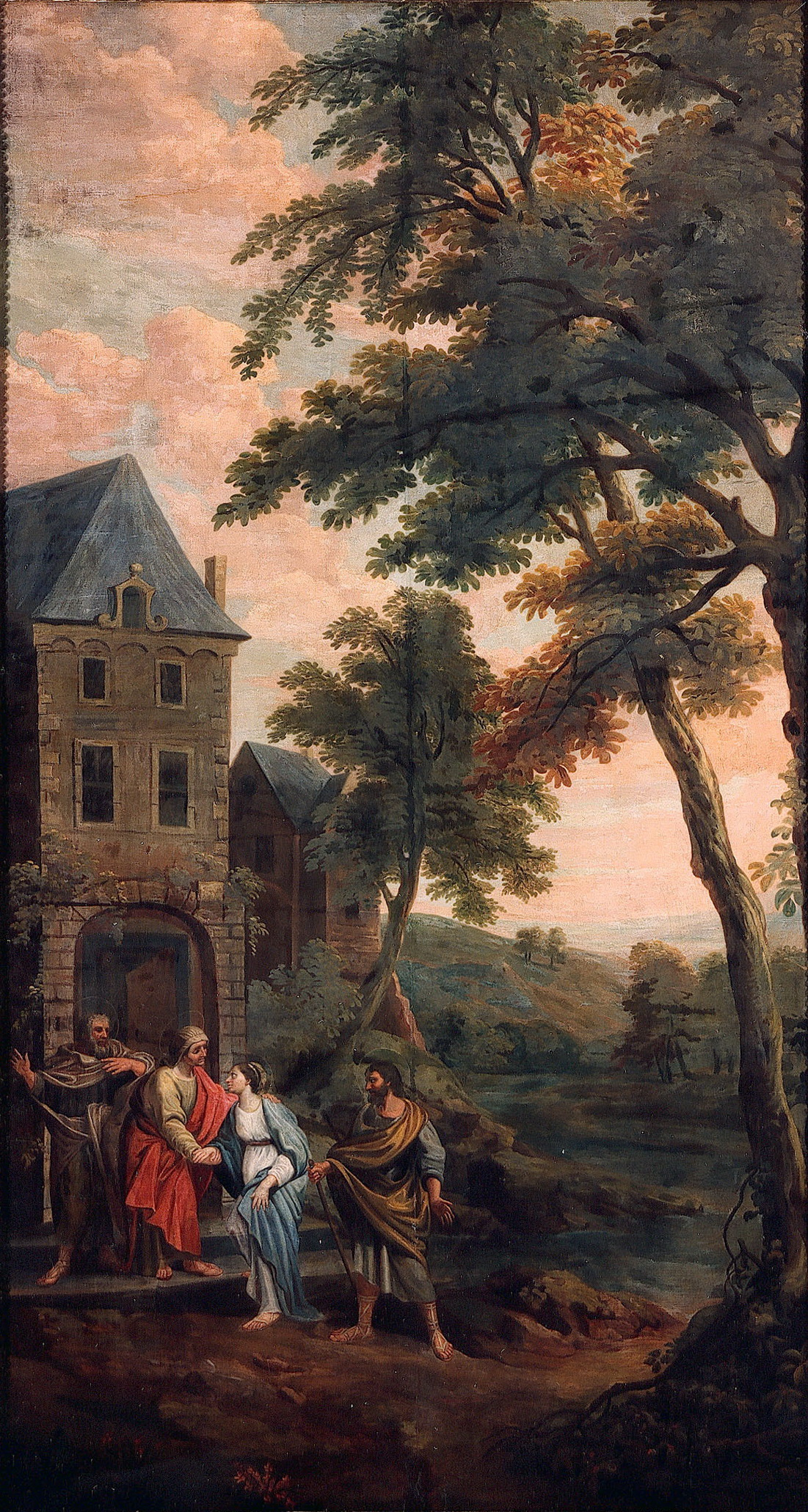
La Visitation
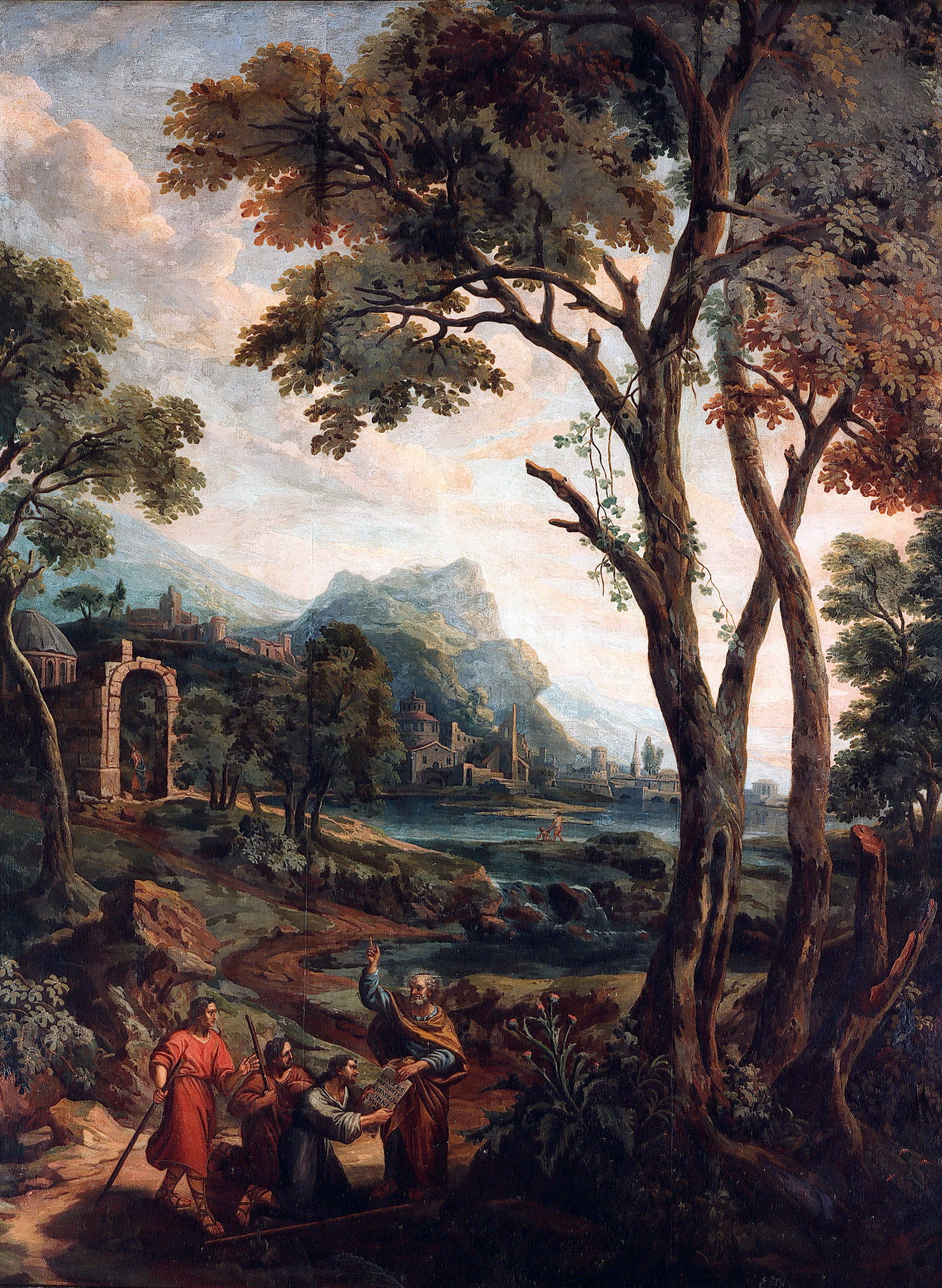
Mort de saint Materne

### Portraits
- Portrait de Jeanne-Olympe, comtesse d'Oultremont, chanoinesse d'Andenne, huile sur toile, 75 × 60 cm, château de Warfusée
- Portrait de Jean-Baptiste d'Oultremont, bourgmestre de Liège et bailli de Moha, huile sur toile, 95 × 73 cm, 1714, château de Warfusée
- Portrait du prince Guillaume de Hesse, huile sur toile, 1720, musée d'Ansembourg
- Portrait de P. Klonkert, prieur de Bernardfagne, 1722, petit séminaire de Saint-Roch, Ferrières
- Portrait de Thomas de Strickland évêque de Namur, 1729, château de Laerne
- Portrait d'Adrien-Gérard, comte de Lannoy-Clervaux, 126,8 × 96,2 cm, 1729,musée des Arts décoratifs de Namur (hôtel de Groesbeeck - de Croix, Namur
- Portrait du bourgmestre de Liège Hubert du Château (attribué), huile sur toile, 97,8 × 76,5 cm, La Boverie, Liège
- Portrait du compte Maximilien-Henri de Horion, château de Colonster
- Portrait du bourgmestre Louis-Lambert de Liverloo, huile sur toile, 198 × 140 cm, 1733,La Boverie
- Portrait de Jean-Baptiste d'Oultremont en armure, huile sur toile, 84 × 65 cm, château de Warfusée

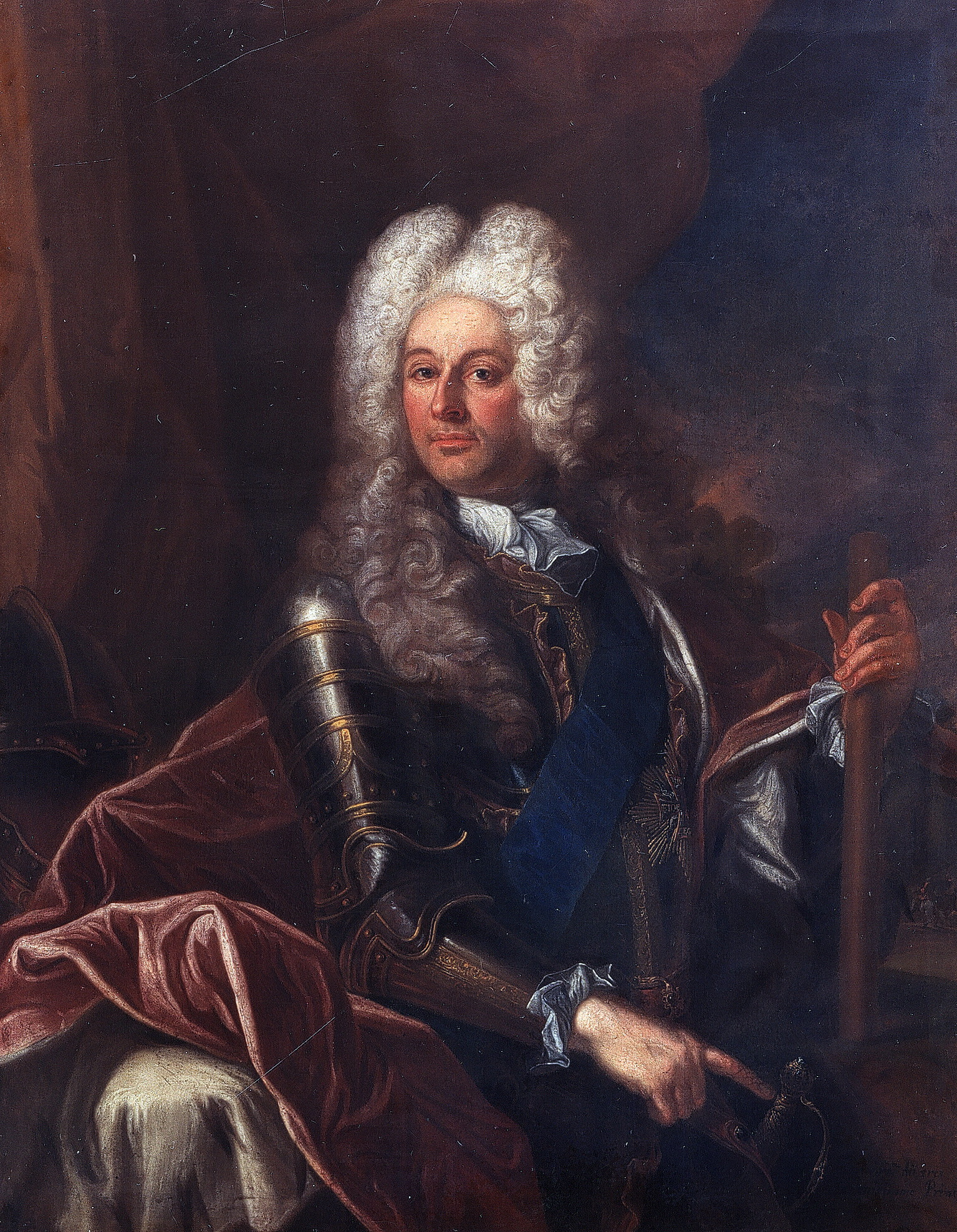
Portrait de Guillaume de Hesse
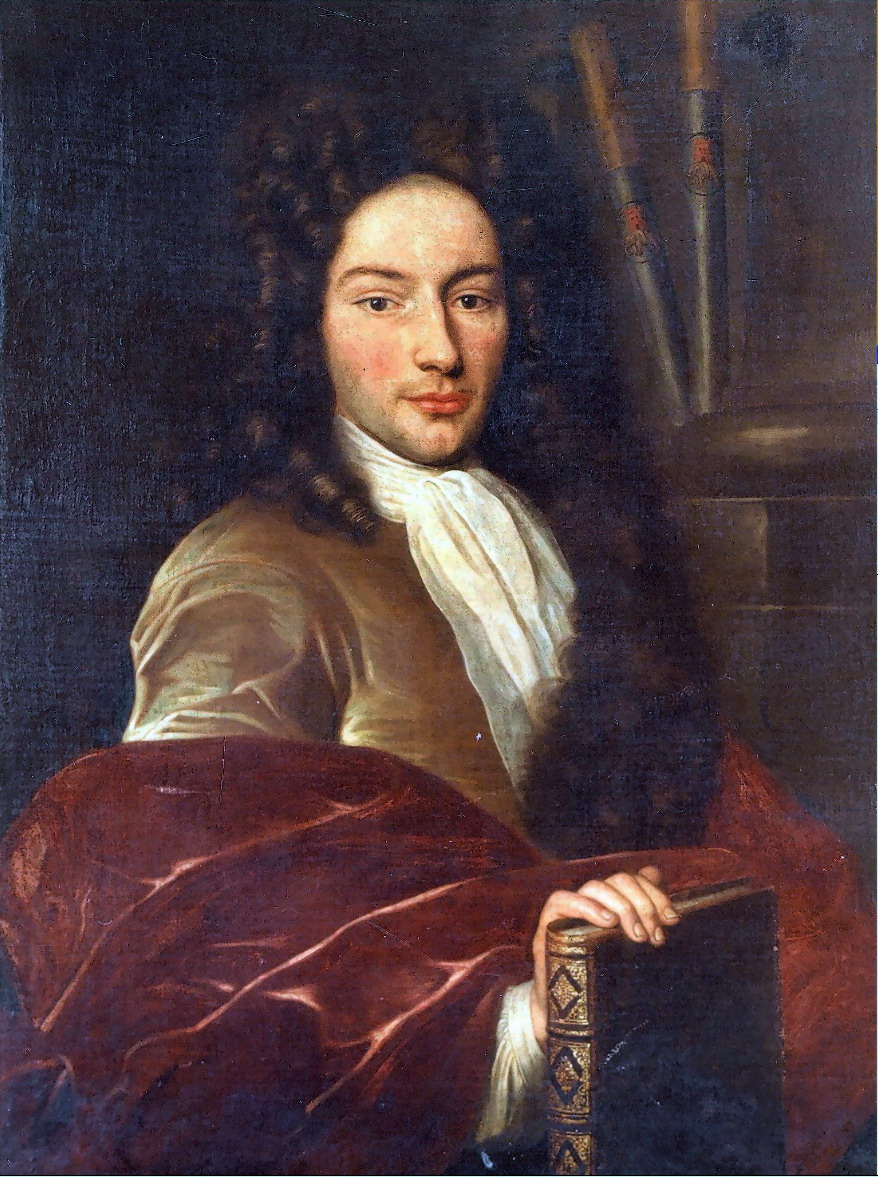
Portrait d'Hubert du Château

### Autres peintures
- Jugement de Pâris, 130× 87 cm, 1712
- Pièce de cheminée La double juridiction , 1714, salle du bourgmestre de l'hôtel de ville de Maastricht
- Scène mythologique (Pluton et Prosperine), 214 × 169 cm, 1717,château de Warfusée
- Allégorie des Quatre Saisons, 245 × 315 cm, 1720, hôtel de ville de Liège
- Décoration de l'hôtel de ville de Liège, 1725 (paysage de Juppin et figures de Plumier)
  - Allégorie peinte sur une cheminée, en mémoire de l'élection comme bourgmestre de la ville de Liège du seigneur Michel-Joseph de Grady de Groenendael, toile, 170 × 119 cm (cabinet du bourgmestre)
  - Allégorie représentant le Printemps, 149 × 118 cm,
  - Allégorie représentant l'Été, 149 × 118 cm
  - Allégorie représentant l'Automne, 149 × 118 cm
  - Allégorie représentant l'Hiver, 149 × 118 cm
  - Vénus et Adonis, 330 × 166 cm
  - Mort d'Adonis, 330 × 204 cm
  - Rencontre de Diane et de Vénus, 330 × 252 cm
  - Adonis recueilli par Vénus à sa naissance, 330 × 166 cm
- Allégorie de la Rénovation magistrale de 1725, 1725, 100 × 65 cm, La Boverie, Liège
- Allégorie, 168 × 117 cm, hôtel de Grady, Liège (provient de l'église Saint-Rémy de Huy)

### Dessins
- Dessins, croquis, études préliminaires dans les collections de l'académie royale des beaux-arts de Liège
- Dessins, croquis, études préliminaires dans les collections du cabinet des estampes et des dessins de Liège de La Boverie
  - Adoration des bergers
  - Les vertus et les vices (projet de plafond)
  - Les saisons et le Temps
  - Représentation symbolique de la Fontaine de vie (Christ en croix)
  - Apparition de saint Pierre à saint Pierre Nolasque
  - Martyre de sainte Catherine d'Alexandrie
  - La Vierge intercédant auprès de la Sainte Trinité pour les âmes du Purgatoire
  - Vénus dans la forge de Vulcain
  - Portrait du prince-évêque Georges-Louis de Berghes, 1728,
  - Décollation de saint Jean-Baptiste
  - Deux têtes d'hommes barbus

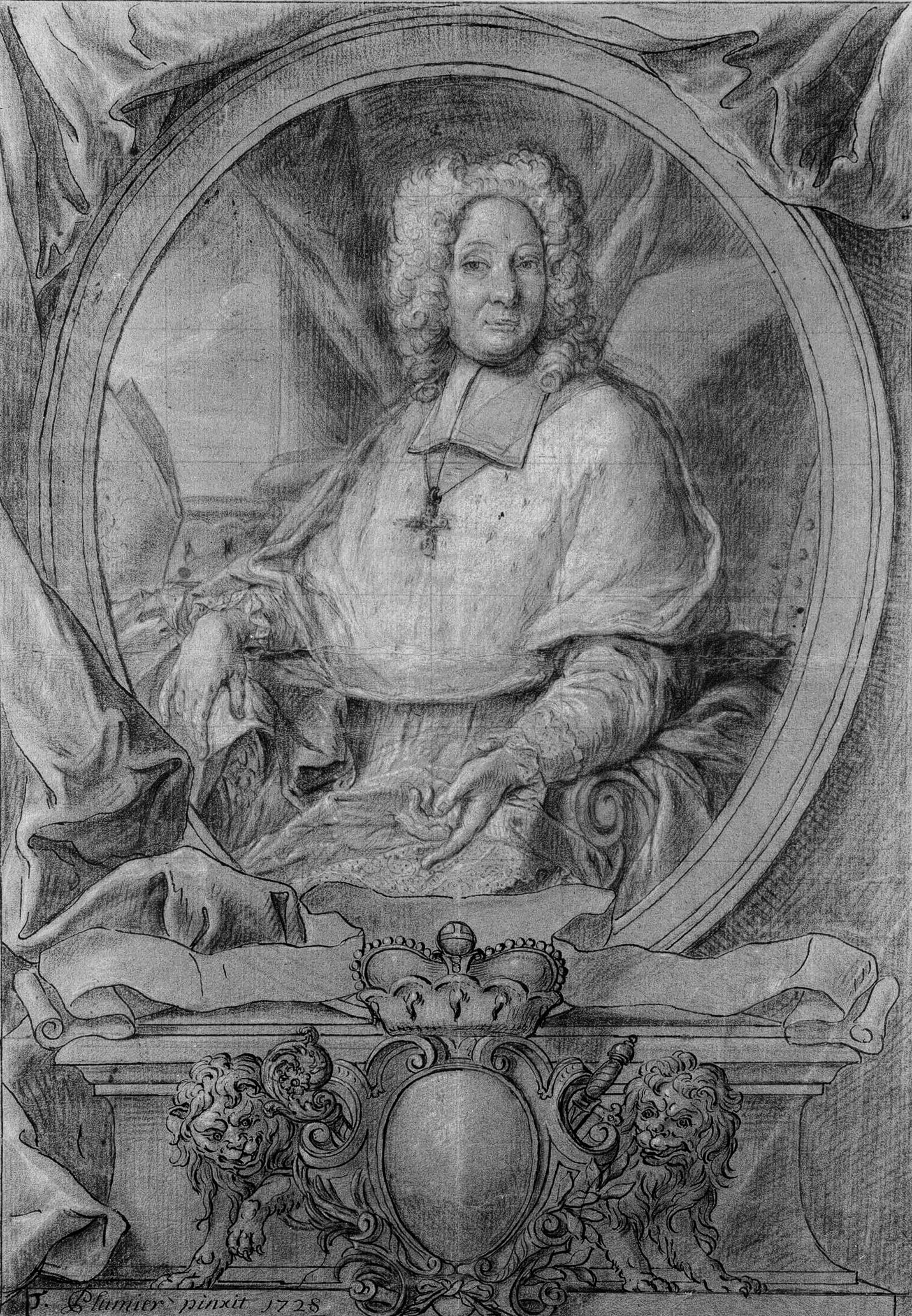
Portrait de Georges-Louis de Berghes
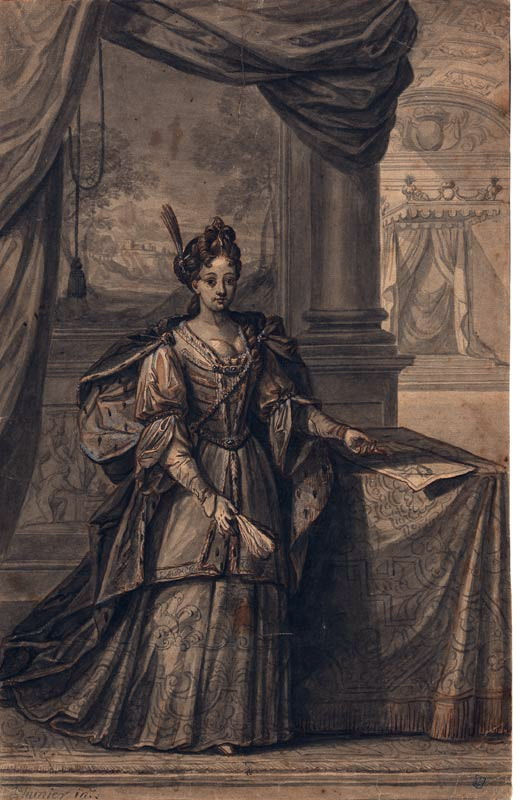
Dessin d'une femme

## Hommage
- Rue Plumier à Liège